# 佐善雪渓
佐善 雪渓（さぜん せっけい、1657年1月31日（明暦2年12月17日） - 1745年6月23日（延享2年5月24日））は、江戸時代の儒者、津藩（藤堂家）藩儒。佐善松渓は子、佐善礼耕は甥。
鳥取に生まれ、弱冠にして京で学んだ後、諸国を歴遊し、四十歳頃から江戸で私塾を開いて儒学を講義する。一般の儒学史、例えば東条琴台『先哲叢談』などに記載されることはなく、忘れ去られた儒者であった。雪渓の思想をもっともよく現している代表的著作『下谷集』は、新井白石の著作として帝国大学付属図書館藏舊南葵文庫本に納められていた（森銑三著作集八巻35頁よりの引用）。しかしながら、森銑三による佐善雪渓『下谷集』の発見及びその紹介によって、その存在が知られるようになった。
佐善雪渓は独自の世界観や史観を振りかざして一派をたてるような人物ではなかった。どちらかと云えば控え目に語り、その辞は抽象的・論理的というより実際的で活きた教訓に満ちたものである。例えば、猪飼敬所が『下谷集』を読んだ感想として「下谷集三冊御示し下され、熟覧いたし候。是迄佐善氏の事、未だ承り及ばず、始めて其の学術醇粋、その識見卓越なることを知りて仰慕に堪えず候。其の宋儒を疑ひ、藤樹の学を論じ、孟子を疑ひ、喪制を論ぜられ候處、悉く愚見と合し候」(「川村氏に答ふ」、森銑三著作集八巻36頁よりの引用）と書くように、江戸時代の儒者に共感を与えるものであった。従って、雪渓の思想を他の言葉で語るより『下谷集』よりの一節を引用しておきたい。
人は父子・兄弟・朋友の中に在るものなり。故に人の道、仁より良きはなく候。仁とは何ぞ。寛大長厚を仁といふ。
寛大とは心ざまゆるやかに広くして、もの咎めせざるをいふ。長厚といふも心おとなしく慈悲深きを申し候。
此くの如くなる人は、我から人を憎まざる故に、人もまたこれを愛す。古人これを「仁者敵無し」といへり。
故に仁人は心常に安楽にして、憂ひ少なく、怒り少なく、求め無く、驚き無ければ、「仁者寿(いのちなが)し」とも宣へり。
たとへば径三寸の磁器は、内程三寸の箱に容る理なり。
されども内程三寸の箱に納むる時は、少しもくつろぎなきが故に、或いは磁器釁(ひび)るるか、或いはその箱破るるなり。これは一二分甘(くつろ)ぎを入るれば、少しがたつくようなれども、磁器も割れず、箱も損ねず。人道もまた此くの如し。
心にくつろぎ少しもなくて、常に理屈がましき時は、我も自ら胸を燃やし、人をも損なふが故に、家に災難多きものなり。
総じて理屈を言ふ者は、我が心には十分是なりと思へども、傍らよりこれを聞き候へば、かどかどしくいとむつかしく、甚しきはゆがみくねる。
寛大なるにははるかに劣れり。この界よくよく心得給ふべし。あなかしこ。（『下谷集』 1.3 門人に答ふ。小谷恵造『佐善雪渓の研究』203頁より引用）

## 著作
- 『下谷集』 佐善雪渓が藤堂藩の門人へ与えた手紙を集めたもの。江戸時代の武士が実際の事に当たってどのように考え、どのように対処すべきかを示している。
- 『論語講義』 佐善雪渓による『論語』の講義を門人が筆記したもの。
- 『雪渓先生雑話』 佐善雪渓の書簡、雑話及び和歌。
- 『上藤堂公書』 佐善雪渓が藤堂高治に呈した意見具申書
- 『日光道の記』 佐善雪渓唯一の出版物。